# Santa Maria (Celorico da Beira)
Santa Maria ist ein Ort und eine ehemalige Gemeinde (Freguesia) im portugiesischen Kreis Celorico da Beira. Die Gemeinde hatte 895 Einwohner (Stand 30. Juni 2011).
Am 29. September 2013 wurden die Gemeinden Celorico (Santa Maria), Vila Boa do Mondego und Celorico (São Pedro) zur neuen Gemeinde União das Freguesias de Celorico (São Pedro e Santa Maria) e Vila Boa do Mondego zusammengeschlossen.